# ギ酸デヒドロゲナーゼ (シトクロム)
ギ酸デヒドロゲナーゼ (シトクロム)（formate dehydrogenase (cytochrome)）は、グリオキシル酸およびジカルボン酸代謝酵素の一つで、次の化学反応を触媒する酸化還元酵素である。
ギ酸 + 2 フェリシトクロムb1 {\displaystyle \rightleftharpoons } CO2 + 2 フェロシトクロムb1 + 2 H+
反応式の通り、この酵素の基質はギ酸とフェリシトクロムb1、生成物は二酸化炭素とフェロシトクロムb1とH+である。
組織名はformate:ferricytochrome-b1 oxidoreductaseで、別名にformate dehydrogenase, formate:cytochrome b1 oxidoreductaseがある。